# Gustavo Cordeiro de Faria
Gustavo Cordeiro de Faria (* 20. Juni 1893; † 1948) war ein brasilianischer Offizier, zuletzt im Range eines Generalmajors.

## Leben
Cordeiro de Faria absolvierte eine Offiziersausbildung im Heer (Exército Brasileiro) der Streitkräfte (Forças Armadas do Brasil) und fand im Anschluss verschiedene Verwendungen als Offizier sowie Stabsoffizier. Am 29. Dezember 1932 wurde er zum Oberstleutnant befördert, wobei diese Beförderung auf dem 7. November 1932 zurückdatiert wurde. Er wurde am 3. Mai 1937 zum Oberst sowie am 29. August 1941 zum Brigadegeneral befördert, ehe am 9. Mai 1947 seine Beförderung zum Generalmajor erfolgte. Als solcher war er von 1947 bis zu seinem Tode 1948 Kommandeur der 3. Militärregion (3.ª Região Militar).

## Weblink
- Eintrag in Generals.dk

| Personendaten    | Personendaten                |
| ---------------- | ---------------------------- |
| NAME             | Cordeiro de Faria, Gustavo   |
| KURZBESCHREIBUNG | brasilianischer Generalmajor |
| GEBURTSDATUM     | 20. Juni 1893                |
| STERBEDATUM      | 1948                         |